# Onthophagus harpax
Onthophagus harpax är en skalbaggsart som beskrevs av Fabricius 1801. Onthophagus harpax ingår i släktet Onthophagus och familjen bladhorningar. Inga underarter finns listade i Catalogue of Life.